# 게리 레스
알프레드 게리 래스(Alfred Gary Rath, 1973년 1월 10일 ~ )은 KBO 리그 전 해태 타이거즈, KIA 타이거즈, 두산 베어스의 외국인 투수이다.
2001년 해태 타이거즈에 입단했지만 썩 만족스럽지 않은 ERA와 피홈런이 많았던 탓인지 팀은 이 해를 끝으로 재계약을 포기했으며 2002년 시즌을 앞두고  두산 베어스와 계약했다. 2002년 두산에서 16승 8패 방어율 3.87의 성적으로 두산 선발진의 한 축을 구성하고, 2003년에는 요미우리 자이언츠에 입단했지만, 많은 게임에 나서지 못했다. 2004년에는 두산으로 돌아와 17승(모두 선발) 8패 방어율 2.60의 성적으로 다승왕에 올랐다. 2005년에는 다시 일본 프로 야구 도호쿠 라쿠텐 골든이글스에 입단하자, 그는 대체 용병으로 맷 랜들을 추천해 주었고 랜들은 두산에서 3년 연속 2자리수 승수를 기록하며 두산 베어스 선발진의 한 축을 담당하였다. 2008년에 다시 두산 베어스에 입단하였으나, 시즌 초 쌍둥이의 출산을 위해 4월 27일에 미국으로 돌아간 뒤 부인이 위독하고, 쌍둥이가 수술을 받아야 해서 귀국할 수 없다는 입장을 5월 3일에 밝혔다. 결국 두산은 레스를 2008년 5월 4일자로 임의탈퇴 공시하였다. 통산 성적은 MLB 1패 방어율 9.37, NPB 6승 13패 방어율 5.44, CPBL 12승 5패 1홀드 방어율 3.52, KBO 43승 27패 방어율 3.51이다.